# Johann Scherer (Komponist)
Johann Scherer (* um 1740; † nach 1768) war ein deutscher Komponist und Flötist.
Über das Leben Johann Scherers ist wenig bekannt. Er wirkte 1768 wahrscheinlich als Bratschist und Flötist in der Hofkapelle zu Kassel. Es haben sich verschiedene Werke, die er für die Flöte komponiert hat, erhalten.